# Cave (band)
Cave is een Amerikaanse voornamelijk instrumentale psychedelische droneband uit Chicago, Illinois, bestaande uit gitarist/organist Cooper Crain, gitarist Jeremy Freeze, bassist Dan Browning, drummer Rex McMurry en multi-instrumentalist Rob Frye. De band werd opgericht in Columbia (Missouri) in 2006 en heeft zes volledige albums uitgebracht. Cave toerde veel in Noord-Amerika en Europa en speelde in 2010 tijdens het Pitchfork Music Festival.

## Bezetting
Huidige bezetting
- Cooper Crain
- Dan Browning
- Rex McMurry
- Jeremy Freeze
- Rob Frye

Voormalige leden
- Rotten Milk

## Geschiedenis
Cave werd opgericht in 2006 als een informeel samenwerkingsproject door de vrienden Cooper Crain, Dan Browning en Rex McMurry uit Columbia (Missouri), met de in Chicago geboren Rotten Milk. Destijds waren Crain en McMurry ook lid van de inmiddels ter ziele gegane band Warhammer 48K uit  Missouri. Toen Warhammer in 2008 ontbond, begonnen de vier samen serieus muziek te schrijven en op te nemen. Milk kreeg zijn naam terwijl Cave een show speelde in Chicago en hij melk morste op het podium. Het verhaal gaat dat Cave zo lang optrad, dat tegen de tijd dat ze de melk gingen opruimen, deze al bedorven was. Zoals beschreven door Dusted Magazine, is Cave in de eerste plaats een instrumentale band, maar de leden gebruiken hun stemmen als een extra ritmisch element. Vaak aangeduid als psychedelisch gedreun of psychologisch collectief, wordt de stijl van de band ook sterk beïnvloed door krautrock. Cave wordt beschouwd als onderdeel van de "Columbia Diaspora", een groep bands met leden uit Columbia, Missouri die nu in Chicago wonen, waaronder Mahjongg en Lazer Crystal.
In 2008 bracht Cave hun eerste volledige album Hunt Like Devil/Jamz uit bij Permanent Records. Het jaar daarop brachten ze het album Psychic Psummer uit bij Important Records, dat een positieve recensie ontving van Pitchfork Media en door AV Club werd beschreven als bijna perfect. In 2010 brachten ze een ep Pure Moods uit bij Drag City Records, die positief werd beoordeeld door PopMatters en gemengde recensies oogstte van Tiny Mix Tapes en Pitchfork. Cave's ep Pure Moods werd in 2011 gevolgd door hun derde volledige album Neverendless, dat ook zeer goed werd ontvangen, waarbij Pitchfork verklaarde dat het album een nieuw gevoel van focus en structuur in Cave's muziek introduceerde. Kort voor het uitbrengen van het album speelde de band een show vanaf de achterkant van een dieplader terwijl ze door Chicago reden, met een vurig item in de Chicago Reader. De video van de Chicago diepladershow is online te zien. Gitarist/organist Cooper Crain heeft ook materiaal van zijn solo-project Bitchin' Bajas uitgebracht bij Permanent Records en werkt samen met andere Chicago-bands als analoog opnametechnicus.

## Discografie

### Albums
- 2008: Hunt Like Devil/Jamz (lp, Permanent Records)
- 2009: Psychic Psummer (lp/cs/cd, Important Records)
- 2011: Neverendless (lp/cs/lp, Drag City Records)
- 2013: Threace (lp/cs/lp, Drag City Records)
- 2014: Release (Drag City Records)
- 2018: Allways (Drag City Records)

### Ep's en singles
- 2008: Butthash/Machines and Muscles (Trensmat Records) - 7" single
- 2008: Cave/California Raisins (Permanent Records) - split 10" ep
- 2009: Made In Malaysia/Boneyard (Important Records) - 7" single
- 2009: The Ride/BobbysHash (Static Caravan Records) - 7" single
- 2010: Pure Moods (Drag City Records) – 12" ep
- 2012: Flexi Summer Series Rotted Tooth Records - 7" single
- 2012: Party Legs/Thai I Am Giradiscos - European Tour 7" single

### Cassettes
- 2006: Jamz (CAVE tapes)
- 2008: Raw Vibes vol. I (CAVE tapes)
- 2009: Raw Vibes (brah vibes) vol. II (CAVE tapes)
- 2009: The Patience Tape' split met Skarekrauradio (CAVE tapes)
- 2010: CAVE singles : pre now (CAVE Tapes)
- 2010: Live 2009 split with Skarekrauradio (CumSun/CAVE Tapes)